# Евровидение (система)
Еврови́дение (англ. Eurovision) — европейская система обмена телевизионными программами, существует с 1954 года. Создана и управляется Европейским вещательным союзом, в настоящее время являясь основной формой его активности.
По состоянию на 2014 год в рамках Евровидения постоянно действует глобальная мировая сеть обмена аудиовизуальным контентом. Для перегонки телевизионной картинки, в частности, задействовано 50 цифровых каналов на 5 спутниках. Каждый год через систему передаются 30 тысяч новостных сюжетов и 4 тысячи телевизионных передач.
Параллельно с Евровидением существует аналогичная система для радио — Еврорадио.
Как объясняет в своей книге Эрнест Югстер, Евровидение — «не учреждение, а некая основанная на договорённостях система, интегрированная в большу́ю долю деятельности Европейского вещательного союза» (англ.  «not an institution, but an arrangement that has been internalized into much of the EBU's work»).

## История
В 1950 году был основан Европейский вещательный союз. Одним из его первых успехов была организация прямой трансляции во Францию, Бельгию, Нидерланды и Германию коронации английской королевы Елизаветы Второй 2 июня 1953 года.
Евровидение было задумано как сеть, соединяющая национальные телевизионные сети стран — членов Европейского вещательного союза и позволяющая вещателям разных стран обмениваться телевизионными программами (как в записи, так и прямыми трансляциями).
Официальной датой рождения Евровидения считается 6 июня 1954 года, когда под его эгидой прошла первая живая трансляция из швейцарского Монтрё с Фестиваля нарциссов.
С 1956 года Евровидение стало проводить свой собственный Конкурс песни на призы Евровидения (фр. Concours Eurovision de la Chanson, англ. Eurovision Song Contest) (сегодня известный просто как «Евровидение»).
На момент первой проведённой в рамках Евровидения трансляции (в 1954 году) во всей Европе было менее 5 миллионов телевизионных приёмников, причём 90 процентов из них приходилось на Англию. За тот первый календарный год в рамках системы было передано 55 передач/сюжетов. Число это стабильно увеличивалось с каждым годом, и за 1988 год трансмиссий было уже порядка 30 тысяч.

## Название
Само слово «Евровидение» (англ. Eurovision) было придумано в начале 1950-х годов английским журналистом Джорджем Кампи, служившим в лондонской газете «Evening Standard» в качестве телевизионного критика.